# Bâtiment de la faculté de droit de Belgrade
 (juin 2018).
Le contenu est difficilement compréhensible vu les erreurs de traduction, qui sont peut-être dues à l'utilisation d'un logiciel de traduction automatique.
Le bâtiment de la faculté de droit de Belgrade (en serbe cyrillique : Зграда Правног факултета у Београду ; en serbe latin : Zgrada Pravnog fakulteta u Beogradu) est situé sur le  Bulevar kralja Aleksandra 67. Il s'agit du premier bâtiment construit spécialement pour les besoins de la faculté de droit, l'une des plus anciennes institutions de l'enseignement supérieur en Serbie. L'édifice a été déclaré monument culturel.

## Histoire
L'idée de construire le bâtiment date de 1933, lorsque le prof. Arch. Svetozar Jovanović a été invité pour la conception du projet. Le lieu où a été érigé le bâtiment était destiné à la construction des bâtiments universitaires selon le plan général de 1923, ainsi que des décisions antérieures de la municipalité de Belgrade de 1920 à 1922, années lors desquelles le terrain près de Vukov spomenik (Monument de Vuk) a été cédé à l'université de Belgrade. Sa construction a commencé en 1921 avec, tout d’abord, la conception de la bibliothèque de l'université en 1925, puis la conception du bâtiment de la faculté technique. La bibliothèque de l'université a été achevée en 1926 selon les plans des architectes Nikola Nestorović et Dragutin Đorđević, et le bâtiment de la faculté technique en 1931. Le premier projet concernant le bâtiment de la Faculté de droit, qui a été abandonné, avait été conçu par le professeur d'architecture Svetozar Jovanović dans l'esprit du style académique et le projet a été de style équilibré avec les bâtiments de la bibliothèque de l'université et la faculté technique déjà construits.

## Architecture
Le bâtiment de la faculté de droit  de Belgrade a été construit entre 1936 et 1940 d'après des plans de l'architecte Petar Bajalović, avec l'aide du professeur architecte Petar Anagnostije pour le développement du projet. La base du bâtiment est en forme de triangle arrondi avec une zone d'entrée saillante à l'un des angles. Elle est construite dans le style moderne avec les façades lisses dépourvues d'ornements, mises en premier plan seulement par les moulures basses sous les fenêtres. Les verticales sous la forme de pilastres plats d’entrefenêtre, sur les avant-corps donnant sur la rue, sont mises en évidence. La façade donnant sur le parc et l'hôtel « Metropol » est résolue de manière extrêmement fonctionnaliste avec des masses murales plates et des ouvertures de fenêtre. Les façades extérieures du bâtiment (donnant sur les rues et le parc) sont revêtues de pierre artificielle, alors que la partie du socle, qui s’étend jusqu’à la fenêtre du rez-de-chaussée, est recouverte de dalles de pierre à bossage naturel. Le portique d'entrée, qui représente l'accent le plus caractéristique de la façade et les escaliers sont carrelées de pierre naturelle. Le portique qui met l'accent sur le coin, avec sa monumentalité et son traitement fait contraste aux façades calmes et contribue à l'impression de dynamisme de l'ensemble du bâtiment. Les formes confrontées cubiques et rondes qui se succèdent fournissent le dynamisme supplémentaire de l'ensemble du corpus du bâtiment.

## Intérieur
Les escaliers du vestibule conduisent à un grand amphithéâtre pouvant accueillir 800 auditeurs. À l'étage se trouve un petit amphithéâtre pour environ 300 auditeurs. Dans deux ailes du bâtiment se situent d'autres salles dédiées aux séminaires et cabinets.

## Valeur
Le bâtiment de la faculté de droit est l'œuvre des valeurs architecturales et urbaines, en tant qu’un bâtiment angulaire construit selon le concept moderniste, ce qui articule considérablement un espace plus large et qui initie une partie du complexe des bâtiments universitaires. Puisque le bâtiment fut construit uniquement aux fins de la faculté de droit de Belgrade, qui s’y trouve encore, le bâtiment a une valeur culturelle et historique.